# Marinaleda
Marinaleda is een gemeente in de Spaanse provincie Sevilla in de regio Andalusië met een oppervlakte van 25 km². In 2007 telde Marinaleda 2670 inwoners.
Het dorp wordt sinds 1979 bestuurd door Juan Manuel Sánchez Gordillo van Verenigd Links, die zijn vergoeding voor het burgemeesterschap terugstort in de gemeentekas en leeft van zijn activiteiten als schoolleraar. Er is een belangrijke rol voor volksvergaderingen. De belangrijkste werkgever van het dorp is een landbouwcoöperatie die 2650 mensen in dienst heeft die allen evenveel verdienen maar verplicht zijn 20 dagen per jaar vrijwilligerswerk te verrichten voor het dorp. De winst van de coöperatie wordt geïnvesteerd in nieuwe banen. Terwijl de werkloosheid in Andalusië in 2012 opliep tot 30%, was deze in Marinaleda slechts 3%. De belastingen zijn lager dan in de rest van Andalusië. Er is geen lokale politie en de kosten van voorzieningen zijn laag. In een uniek huizenbouwproject kunnen inwoners van de gemeente kosteloos bouwmaterialen en bouwtekeningen krijgen, maar ze moeten het huis van 90 m² zelf bouwen. De bewoners betalen dan een aflossing van 15 euro, maar mogen het huis niet verkopen en alleen doorgeven aan familieleden. Na 120 jaar is het huis afbetaald.